# 32294 Zajonc
32294 Zajonc è un asteroide della fascia principale. Scoperto nel 2000, presenta un'orbita caratterizzata da un semiasse maggiore pari a 2,6308564 UA e da un'eccentricità di 0,1466867, inclinata di 12,83071° rispetto all'eclittica.